# Cinémathèque française
Cinémathèque Française là một trung tâm lưu trữ điện ảnh nằm tại số 51 phố Bercy, Quận 12 thành phố Paris, với nhiệm vụ lưu giữ, phục hồi và phổ biến các di sản điện ảnh. Với 40.000 phim và hàng triệu các tài liệu liên quan tới điện ảnh, Cinémathèque Française là một trong những trung tâm lưu trữ lớn nhất về nghệ thuật thứ 7.
|  |  |